# Živosrebrov(I)-klorid
Živosrebrov /I/ klorid / kalomel/ Hg2Cl2 je bel netopen prah.

## Identifikacija snovi ali pripravka:
Identifikacija snovi ali pripravka:
 Uporaba snovi ali pripravka:

## Ugotovitve o nevarnih lastnostih:
Napotki za nevarnost:

## Ukrepi za prvo pomoč:
Strupeno: vdihavanje, zaužitje ali stik s kože s snovjo povzroči hude poškodbe ali celo smrt. 
Preprečite vsak stik s kožo. 
Stik z raztaljeno snovjo lahko povzroči hude opekline kože in oči.

Vdihovanje
Stik ali vdihavanje imata lahko lasnejše posledice. 
Zaužitje
Izpostavljenost (vdihavanje, zaužitje, stik s kožo) snovi ima lahko kasnejše posledicce.
Stik s kožo in očmi:
V primeru stika s snovjo takoj izpirajte kožo ali oči s tekočo vodo najmanj 20 min.

## Ukrepi ob požaru:
Posebne nevarnosti
Pri požaru lahko nastanejo dražilni, jedki in / ali strupeni plini.
Širjenje požara ali odtekanje vode za gašenje povzročata jedko in / ali strupeno reakcijo in s tem onesnaževanje okolja. 
Stik s kovino lahko povzroči nastajanje vnetljivega plina - vodika. Kontejner lahko eksplodira ob segrevanju.
Primerna sredstva za gašenje
Mali požar: 
Prah, CO2 ali razpršena voda.
Veliki požar: 
Prah, CO2, alkoholno obstojna pena ali razpršena voda.
Premaknite kontejner iz območja požara, če je to varno.
Zajezite vodo od gašenja za kasnejšo odstranitev; ne razsujte snovi. 
Goreči kamion, cisterne:
Gasite z velike oddaljenosti-uporabljajte vodne topove.
Ne vlivajte vode v kontejner.
Hladite kontejner z velikimi količinami vode, tudi potem, ko ne gori več.
Umaknite se takoj, če slišite čudne zvoke ali opazite, da se spreminja barva cisterne ali kontejnerja. 
Vedno se odmaknite od goreče cisterne.
Posebna zaščitna oprema za gasilce:
Uporabite izolirni dihalni aparat (IDA).
Nosite kemijsko zaščitno obleko.
Gasilska zaščitna obleka je priporočljiva samo v primeru požara; ta je neučinkovita v drugih situacijah. 

## Ukrepi ob nezgodnih izpustih
Previdnostni ukrepi, ki se nanašajo na ljudi:
Premaknite ponesrečenca na svež zrak.
Nudite umetno dihanje, če ponesrečenec ne diha.
Ne izvajajte umetnega dihanja usta na usta, če sumite, da je ponesrečenec vdihaval ali zaužil snov; v takem primeru nudite umetno dihanje z ustreznim nastavkom ali drugo medicinsko pripravo.
Uporabite kisik, če je dihanje oteženo.
Odstranite in izolirajte kontaminirano obleko in obutev.
```
Izogibajte se stiku z razsuto snovjo.
```

Poškodovanca pokrijte in pustite počivati.
Poskrbite, da je medicinsko osebje seznanjeno z nevarnostjo in zagotovite uporabo ustrezne avrovalne opreme.
Ekološki zaščitni ukrepi
Odstranite vse vire vžiga (ne kadite, odstranite iskrenje in plamen v neposredni okolici).
Ne dotikajte se kontejnerja ali razsute snovi, če nimate oblečene ustrezne začitne obleke.
Zaustavite iztekanje, če je to brez nevarnosti.
Preprečite vstop v vodne vire, kanalizacijo, kleti ali zaprte prostore.
Absorbirajte ali prekrijte s suho zemljo, peskom ali drugim negorljivim materialom ter prenesite v zbiralnik.
Ne vlivajte vode v kontejner.

## Ravnanje z nevarno snovjo/pripravkom in skladiščenje
Ravnanje
 Skladiščenje
Hraniti v ohlajenem, prezračenem, suhem in zaklenjenem prostoru.

## Toksikološki podatki
Zelo strupeno in okolju nevarno!

## Druge informacije
Tipični znaki akutne izpostavljenosti: vneto grlo, kašljanje, zmankanje sape, rdečica na koži in/ali bolečina na tem predelu, rdeče oči in/ali bolečina, železen okus v ustih, trebušna bolečina, driska, bruhanje, nezavest.
Organi (sistemi), ki so glavne tarče: centralni živčni sistem, možgani, ledvice, oči, koža, dihalni sistem.  